# Viktor Monheim
Viktor Monheim (* 24. April 1813 in Aachen; † 19. April 1897 ebenda) war ein deutscher Apotheker und Botaniker.

## Leben und Wirken
Monheim war der älteste Sohn des Apothekers Johann Peter Joseph Monheim und dessen Frau Lucia Dorothea Emonts (1790–1848) sowie der Bruder des Kaufmanns Leonard Monheim. Im Jahr 1853 übernahm er nach entsprechender Ausbildung drei Jahre vor dem Tod des Vaters dessen Wohn- und Geschäftshaus Haus Monheim am Hühnermarkt in Aachen und die dort integrierte und noch von seinem Großvater Andreas Monheim eingerichtete Apotheke. Weiterhin wurden ihm auch die vom Vater gegründete „Drogengroßhandlung“ und dessen Chemisches Labor in der Antoniusstraße überschrieben.
Nach fast 25-jähriger Tätigkeit überließ Monheim dann ab 1877 die Apotheke zunächst kommissarisch seinem Mitarbeiter Winand Brücken, welcher seine ganze Lehr- und Gehilfenzeit in der Monheims-Apotheke zugebracht hatte und diese dann anschließend 1881 offiziell übernahm und in die Pontstraße verlegte. Viktor Monheim selbst widmete sich fortan hauptsächlich nur noch der Drogengroßhandlung, welche mittlerweile die meisten rheinischen Apotheken belieferte. Sein Sohn Johannes Theodor übernahm sowohl das Labor als auch einige Jahre später dann die Drogengroßhandlung. Am 29. Juni 1883 löste ein Brand in dem Labor eine Feuerkatastrophe aus, welche auf den ganzen Stadtbezirk und auch auf das Aachener Rathaus übergriff, wie schon einmal 1656 beim großen Stadtbrand von Aachen, als ein Feuer in einer nahe gelegenen Backstube einen immensen Schaden verursachte. Die Ursache des Brandes 1883 und die Verantwortlichen wurden nicht überliefert aber die Schäden waren nachweislich erheblich.
Neben seinen hauptberuflichen Aufgaben galt Monheims Interesse bereits seit frühester Zeit auch der Botanik und er galt als eifriger Sammler von Mineralien und Pflanzen. Im Laufe der Jahre entstand so ein umfangreiches Herbarium, welches er nach seinem Tod der städtischen Gartenverwaltung vererbte. Seine Forschungsarbeiten auf diesem Gebiet befassten sich zumeist mit Themen aus seiner näheren Heimat, wie beispielsweise 1864 die Untersuchung Ueber die Zweckmäßigkeit einer Bohrung im Bereich der Kaiserthermen zu Aachen oder 1865 zur Beschaffenheit des Künstlichen Aachener Badesalzes.
Darüber hinaus gehörte Monheim rund 30 Jahre lang der Stadtverordnetenversammlung an und war circa 20 Jahre in der Armenverwaltung tätig. Hier setzte er sich im Besonderen für die wirtschaftliche Ausnutzung reichen Grundbesitzes zum Nutzen der Armen ein.
Viktor Monheim war verheiratet mit Maria Katharina Christine Fey (1816–1880), der jüngsten Schwester der Ordensgründerin Clara Fey. Zusammen hatten sie neun Kinder, darunter den oben erwähnten Sohn Johannes Theodor (1843–1907), dessen Ehe mit Wilhelmine Jörissen (1846–1925) kinderlos blieb, woraufhin das Haus Monheim nach vier Generationen von den Erben verkauft wurde. Ebenso wurde der Familiensitz auf Gut Diepenbenden verkauft, den Viktor Monheim von seinem Vater geerbt hatte. Viktor Monheim fand seine letzte Ruhestätte auf dem Aachener Ostfriedhof.

## Werke (Auswahl)
- Ueber die Zusammensetzung des Kieselzinkerzes vom Altenberge bei Aachen und eines von Rézbánya in Ungarn, 1848
- Über die Ablagerung der verschiedenen am Altenberge bei Aachen vorkommenden Galmeispecies und über die künstliche Bildung des Kiesel-Zink-Erzes, 1849